# Noticiero Criptón
El Noticiero Criptón fue un noticiero de televisión colombiano emitido entre el 4 de julio de 1987 y el 28 de diciembre de 1997 por el Cadena 2/Canal A y entre el 18 de julio de 1998 y el 9 de abril de 2000 por Teveandina. Producido por la programadora del mismo nombre.

## Historia
Fue fundado el 4 de julio de 1987 por la periodista Diana Turbay.
Siendo un noticiero emitido los fines de semana, inicialmente fue emitido a las 8:00 p. m., trasladándose al horario de la 1:00 p. m. en la licitación de 1991. 
En 1997, la familia Turbay vendió su participación de Criptón; y comprando en su lugar una participación a Andes Televisión, al tiempo que se retiraba de la licitación de ese año.
El 28 de diciembre de 1997, se emite por última vez el Noticiero Criptón por el Canal A.
El 1 de enero de 1998, el noticiero comienza a comprar su participación a Televisión Virtual de Colombia que es una programadora de Teveandina.
Con los nuevos propietarios de Criptón, pues decidieron continuar con el noticiero, recibiendo una emisión diaria por Teveandina desde el 3 de enero de 1998.
El noticiero salió del aire en 2000 con la muerte del presentador Hernán Castrillón. y también en buena causa por la crisis de la televisión pública en 2000 tras la llegada de los canales privados Canal RCN y Caracol Televisión.

## Tema musical
La cortinilla musical de este noticiero fue una adaptación de la serie de televisión de 1978 de Battlestar Galactica, con el que se hizo célebre y generó recordación entre los televidentes.

## Presentadores, periodistas y reporteros
- Diana Turbay †
- Hernán Castrillón †
- Patricia Janiot
- Eleonora Robledo
- Nora Correa
- María Paula Duque Samper
- Luz Adriana Espinosa
- Diana Montoya
- Azucena Liévano
- María Carolina Hoyos Turbay
- Chelo García
- Juan Carlos González
- Jorge Alfredo Vargas
- Iván Mejía
- Ricardo Alfonso
- William Vinasco
- Esteban Jaramillo
- Carolina Abad
- Andrés Reina
- Edna Sánchez
- Rosario Meléndez
- Jairo Gómez
- José Luis Ramírez
- Myriam Ortiz
- Hollman Morris
- Ángela Calderón
- Juan Carlos Ossa
- Ricardo Quijano
- Jorge Hernán Vanegas
- Ángela Conde

## Directores
- Diana Turbay (1987-1991)
- Alejandro Montejo Carrasco (1991-2000)